# Gemstones
Gemstones è il terzo album in studio del cantautore statunitense Adam Green, pubblicato nel 2005.

## Tracce
1. Gemstones – 2:24
2. Down on the Street – 2:07
3. He's the Brat – 2:03
4. Over the Sunrise – 1:44
5. Crackhouse Blues – 2:07
6. Before My Bedtime – 2:40
7. Carolina – 2:51
8. Emily – 2:45
9. Who's Your Boyfriend – 1:42
10. Country Road – 2:27
11. Choke on a Cock – 1:38
12. Bible Club – 1:52
13. Chubby Princess – 1:43
14. Losing on a Tuesday – 1:46
15. Teddy Boys – 1:50